# Myotis macrodactylus
Myotis macrodactylus (Temminck, 1840) è un pipistrello della famiglia dei Vespertilionidi diffuso nell'Asia nord-orientale e in Giappone.

## Descrizione

### Dimensioni
Pipistrello di piccole dimensioni, con la lunghezza della testa e del corpo tra 42,06 e 52,94 mm, la lunghezza dell'avambraccio tra 35,5 e 41,5 mm, la lunghezza della coda tra 31,02 e 38,18 mm, la lunghezza del piede tra 9,54 e 12,06 mm, circa il 70-86% della tibia, la lunghezza delle orecchie tra 13,84 e 16,36 mm e un peso fino a 10,4 g.

### Aspetto
La pelliccia è corta e soffice. Le parti dorsali sono bruno-grigiastro scuro, mentre le parti ventrali variano dal grigio al grigio scuro. Le orecchie sono strette, lunghe e con l'estremità arrotondata. Il trago è sottile e lungo più della metà del padiglione auricolare. Le membrane alari sono ampie e attaccate posteriormente lungo la tibia. I piedi sono molto più lunghi della metà della tibia stessa. La coda è lunga ed è inclusa completamente nell'ampio uropatagio, mentre il calcar è sottile e privo di carenatura. Il cranio è grande e robusto. Il cariotipo è 2n=44 FNa=50-52.

### Ecolocazione
Emette ultrasuoni a basso ciclo di lavoro, sotto forma di impulsi di breve durata a banda larga e frequenza modulata compresa tra 94,39±33,78 kHz e 39,4±4,03 kHz, con massima energia a 54,63±5,10 kHz. Oltre alla fondamentale sono presenti 1-2 armoniche.

## Biologia

### Comportamento
Si rifugia all'interno di grotte e costruzioni umane in gruppi fino a 100 individui. I siti sono spesso in prossimità di specchi d'acqua e vengono condivisi sia in inverno che in estate con altre specie di pipistrelli.

### Alimentazione
Si nutre di insetti che cattura in volo o sopra le superfici d'acqua.

## Distribuzione e habitat
Questa specie è diffusa in estremo oriente dalla Cina nord-orientale alla Penisola coreana e la regione russa del Territorio del Litorale fino al Giappone,  le Isole Curili e Sachalin.

## Tassonomia
Sono state riconosciute 3 sottospecie:
- M.m.macrodactylus: Giappone: Hokkaidō, Honshū, Shikoku, Sado, Tsushima e Tokunoshima;
- M.m.continentalis (Tiunov, 1997): Province cinesi di Harbin e Jilin sud-orientali,  regione di Vladivostok, Penisola coreana;
- M.m.insularis (Tiunov, 1997): Isole Curili: Kunašir, Sachalin meridionale.

## Conservazione
La IUCN Red List, considerato il vasto areale,  la mancanza di eventuali minacce e nonostante sia naturalmente raro, classifica M.macrodactylus come specie a rischio minimo (Least Concern)).